# Xocotla, Coyomeapan
Xocotla är en ort i Mexiko.   Den ligger i kommunen Coyomeapan och delstaten Puebla, i den sydöstra delen av landet, 260 km sydost om huvudstaden Mexico City. Xocotla ligger 1 998 meter över havet och antalet invånare är 349.
Terrängen runt Xocotla är kuperad åt nordväst, men åt sydost är den bergig. Runt Xocotla är det ganska tätbefolkat, med 72 invånare per kvadratkilometer. Närmaste större samhälle är Teotitlán de Flores Magón, 19,6 km söder om Xocotla. I omgivningarna runt Xocotla växer i huvudsak blandskog.